# Batipuh Panjang
Batipuh Panjang is een bestuurslaag in het regentschap Padang van de provincie West-Sumatra, Indonesië. Batipuh Panjang telt 12.713 inwoners (volkstelling 2010).